# 清水小島テレビ中継局
清水小島テレビ中継局（しみずおじまテレビちゅうけいきょく）は、静岡県静岡市清水区にかつて存在したテレビ中継局。

## 送信施設概要
| 放送局名     | チャンネル | 空中線電力        | ERP                 | 放送対象地域 | 放送区域 内世帯数 | 放送終了日    |
| SBS 静岡放送 | 6ch        | 映像3W/ 音声750mW | 映像10.5W/ 音声2.6W | 静岡県       | 不明              | 2011年7月24日 |
| NHK静岡 総合 | 4ch        | 映像3W/ 音声750mW | 映像10.5W/ 音声2.6W | 静岡県       | 不明              | 2011年7月24日 |
| NHK静岡 教育 | 8ch        | 映像3W/ 音声750mW | 映像10.5W/ 音声2.7W | 全国         | 不明              | 2011年7月24日 |

- 2011年7月24日の停波をもって全局廃局となった。

## 所在地
- 静岡市清水区小河内字陣馬の陣羽山

## 放送エリア・その他
- 静岡アナログ送信所からの電波が届きにくい清水区北部をカバーしていた。
- SUTテレビ静岡・SATV静岡朝日テレビ・SDT静岡第一テレビは、当地に中継局を置いていないため、周辺地域の中継局を受信していた。
- 地上デジタル放送は、日本平デジタル送信所を受信する。